# Investigator
Investigator je drugi EP norveškog avangardnog metal sastava Virus. EP je 21. travnja 2017. godine objavila diskografska kuća Karisma Records.

## O albumu
Investigator se sastoji od dvije pjesme snimljene u doba smimanja prethodnog albuma sastava, Memento Collidera, ali koje na koncu nisu završile na samome albumu.
EP je bio objavljen u sedmoinčnoj vinilnoj inačici. 

## Popis pjesama
| 1.    | »Investigator«               | 4:18 |
| 2.    | »The Blue Flags of the Dead« | 6:17 |
| 10:35 |                              |      |

## Zasluge
| Virus - Carl-Michael "Czral" Eide – vokali, gitara - Einar "Einz" Sjursø – bubnjevi, udaraljke - Petter "Plenum" Berntsen – bas-gitara Dodatni glazbenici - Bård Ingebrigtsen – harfa, orgulje, inženjer zvuka | Ostalo osoblje - Tom Kvålsvoll – mastering - Trine + Kim Design Studio – naslovnica, dizajn |